# اسلینگن آم نکا
شهر اسلینگن آم نکا (به آلمانی: Esslingen am Neckar) در ایالت بادن-وورتمبرگ در کشور آلمان واقع شده‌است.